# 1902 w polityce
Wydarzenia polityczne w 1902 roku.

## Styczeń
- 7 stycznia – do Chin powróciła cesarzowa Cixi. Wraz z dworem ponownie zajęła kompleks pałaców cesarskich[1].
- 9 stycznia – w Paragwaju obalono prezydenta Emilio Acevala. Urząd prezydenta objął inicjator przewrotu Andrés Héctor Carvallo[1].

## Kwiecień
- 8 kwietnia – na mocy umowy pomiędzy Rosją a Chinami rząd carski zobowiązał się do wycofania wojsk rosyjskich z Mandżurii. Chińczycy z kolei zgodzili się na zagwarantowanie bezpieczeństwa rosyjskich inwestycji na swoim terytorium[1].
- 15 kwietnia – wprowadzono stan wyjątkowy w dziewięciu hrabstwach w Irlandii[1].
- 21 kwietnia – Otto Blehr został premierem Norwegii[2].
- 25 kwietnia – zmarł Agostino Gaetano Riboldi, włoski kardynał[3].
- 27 kwietnia – zmarł Julius Sterling Morton, amerykański polityk[4].
- Kongres Stanów Zjednoczonych podtrzymał działania ustawy Chinese Exclusion Act[1].

## Maj
- 5 maja – zmarł Michael Corrigan, arcybiskup Nowego Jorku[5].
- 17 maja – Alfons XIII Burbon został koronowany na króla Hiszpanii[6].
- 20 maja – prezydentem Kuby został Tomás Estrada Palma[1].

## Czerwiec
- 23 czerwca – Niemcy, Austro-Węgry i Włochy odnowiły trójprzymierze na kolejne 12 lat. Jednocześnie ustalono, że każda ze stron może wystąpić z sojuszu po 6-letnim okresie wypowiedzenia[1].

## Lipiec
- 1 lipca – wszedł w życie akt rządowy dla Filipin (Philippines Goverment Act), który uregulował ich status względem Stanów Zjednoczonych[1].
- 22 lipca – zmarł Thomas Croke, irlandzki biskup[7].

## Sierpień
- 9 sierpnia – miała miejsce koronacja Edwarda VII na króla Wielkiej Brytanii i Irlandii[8].
- 16 sierpnia – Japonia, Niemcy, Stany Zjednoczone i Wielka Brytania ustaliły wspólne taryfy celne dla Chin[1].

## Wrzesień
- 1 września – w Agramie wybuchły zamieszki pomiędzy Chorwatami a Serbami[1].

## Listopad
- 1 listopada – Francja i Włochy zawarły tajne porozumienie o neutralności w Afryce[1].
- 15 listopada – Rodrigues Alves został prezydentem Brazylii[9].

## Grudzień
- 10 grudnia – Pokojową Nagrodę Nobla otrzymali Élie Ducommun i Charles-Albert Gobat[1].